# La Carba
 La Carba ist ein Weiler in der Parroquia Pola de Laviana der Gemeinde Laviana in der autonomen Gemeinschaft Asturien in Spanien.

## Geographie
La Carba ist ein Weiler mit sieben Einwohnern (2011). Es liegt auf 395 m. La Carba ist eineinhalb Kilometer von Pola de Laviana, dem Hauptort der Gemeinde Laviana, entfernt.

## Wirtschaft
Der Weiler besteht aus landwirtschaftlichen Betrieben.

Land- und Forstwirtschaft sowie der Abbau von Kohle und Eisen haben die Region seit Jahrhunderten geprägt.

## Klima
Angenehm milde Sommer mit ebenfalls milden, selten strengen Wintern. In den Hochlagen können die Winter durchaus streng werden.